# 제13항공함대
제13항공함대(第十三航空艦隊 다이쥬산코쿠칸타이[*])는 일본 제국 해군 항공대의 남서태평양 지역 항공함대이다.

## 역사
1943년 9월 20일에 남서방면함대의 항공지원부대로서 창설되었다. 제13항공함대는 인도차이나반도 ツダウム, 말레이 반도의 피낭섬, 인도네시아 서쪽 수라바야부터  동쪽 암본까지가 관할지역으로 지정되었다.
1945년 2월 5일, 남서방면함대의 지휘통제를 받을 수 없게 되면서, 군령부에서 내놓은 해결책인 제10방면함대로 전속하였다.
싱가포르에 주둔하던 중, 9월 12일에 영국군에게 항복하였다.

## 구조

### 지휘부
| 계급 | 성명            | 취임일          | 이임일          | 겸임                                        |
| ---- | --------------- | --------------- | --------------- | ------------------------------------------- |
| 중장 | 다카스 시로     | 1943년 9월 20일 | 1944년 3월 1일  | 남서방면함대 사령장관                       |
| 중장 | 미카와 군이치   | 1944년 6월 18일 | 8월 15일        | 남서방면함대 사령장관                       |
| 중장 | 오카와치 덴시치 | 1944년 11월 1일 |                 | 남서방면함대 사령장관                       |
| 중장 | 다유이 미노루   | 1945년 1월 8일  |                 |                                             |
| 중장 | 후쿠도메 시게루 | 1945년 1월 13일 | 1945년 9월 12일 | 제10방면함대 사령장관 (1945년 2월 15일부터) |

| 계급 | 성명            | 취임일          | 이임일          | 겸임                               |
| ---- | --------------- | --------------- | --------------- | ---------------------------------- |
| 소장 | 다다 다케오     | 1943년 9월 20일 | 11월 1일        | 남서방면함대 참모장                |
| 소장 | 니시오 히데히코 | 1944년 3월 15일 | 10월 15일       | 남서방면함대 참모장                |
| 소장 | 아리마 가오루   | 1944년 11월 1일 | 11월 17일       | 남서방면함대 참모장                |
| 소장 | 아사쿠라 분지   | 1945년 2월 5일  | 1945년 9월 12일 | 제10방면함대 및 제1남견함대 참모장 |

### 소속
1. 남서방면함대, 1943년 9월 20일
2. 제10방면함대, 1945년 2월 5일

### 전투 서열
- 일본 제국 해군의 전투 서열 (1944년 4월 1일), 전시편제제도 개정 이후
- 일본 제국 해군의 전투 서열 (1944년 8월 15일), 마리아나 해전 이후
- 일본 제국 해군의 전투 서열 (1945년 6월 1일), 말기

#### 1943년 9월 20일
- 직속
  - 제732해군항공대 (육상공격기/도요바시)
- 제23항공전대
  - 202해군항공대 (함상전투기) - 다바오
  - 제381해군항공대 (혼성) - 발릭파판
  - 제753해군항공대 (육상공격기) - 큰다리
- 제28항공전대
  - 제331해군항공대 (함상전투기) - 버마
  - 제551해군항공대 (함상공격기) - 수마트라
  - 제851해군항공대 (수상기) - 말레이

#### 1944년 1월 1일
- 직속
  - 제732해군항공대（육상공격기/도요바시)
- 제23항공전대
- 제28항공전대

#### 1944년 12월 15일
- 제28항공전대
- 말래이 해군항공대
- 둥강 해군항공대

#### 1945년 2월 5일
- 제23항공전대
- 제28항공전대
- 제11항공대
- 제12항공대
- 제13항공대
- 제31항공대
- 제936해군항공대
- 말래이 해군항공대
- 동인 해군항공대